# Iolu Abil
Iolu Johnson Abil (Lauaneai (Nieuwe Hebriden), 17 februari 1942) is een Vanuatuaans politicus. Tussen 2009 en 2014 was hij de president van Vanuatu.

## Biografie
Iolu Abil werd geboren op het eiland Tanna in de provincie Tafea in het dorpje Lauaneai. Tijdens zijn geboorte in 1942 maakte Tanna deel uit van de Nieuwe Hebriden. Abil bezit de titel Yaniniko, een functie op het eiland Tanna. Deze overerfbare titel kreeg hij van zijn grootvader, Joe Yautim, die stamhoofd van het eiland was. Abils vader was ook stamhoofd op het eiland.
Abil bezocht de lokale basisschool in Lenakel en ging van 1956 tot 1958 naar de middelbare school in Onesua. Hij is een Ouderling van de presbyteriaanse kerk van Vanuatu.

### Carrière
Abil werkte in de jaren zestig bij enkele coöperaties. Later studeerde hij twee jaar in het Verenigd Koninkrijk. In 1973 volgde hij drie maanden lang enkele management- en administratiecursussen aan de Universiteit van de Zuidelijke Grote Oceaan in Fiji. 
Na de onafhankelijkheid van Vanuatu in 1980 maakte Abil deel uit van de eerste onafhankelijke regering onder premier Walter Lini. In november 2004 werd hij interimombudsman van Vanuatu, een functie die in april 2005 werd overgenomen door Peter Taurakoto. Abil heeft ook enkele functies in bedrijfsraden gehad, onder andere als voorzitter van de nationale luchtvaartmaatschappij Air Vanuatu.

### Presidentschap
Samen met tien andere kandidaten stelde Abil zich in 2009 verkiesbaar voor het presidentschap van Vanuatu. Het land kent een systeem waarbij de president gekozen wordt door een verkiezingscomité, bestaande uit de 52 parlementsleden en de zes provinciale overheidsbazen. In de eerste twee rondes werd door geen van de deelnemers de benodigde tweederdemeerderheid behaald, maar in de derde ronde wist Abil de vorige president Kalkot Mataskelekele met 41 tegen 16 stemmen te verslaan. Hij werd aansluitend beëdigd als president. Zijn ambtstermijn bedroeg exact vijf jaar: van 2 september 2009 tot 2 september 2014. Na een overgangsperiode, waarbij Philip Boedoro het presidentschap waarnam, werd hij opgevolgd door Baldwin Lonsdale.